# Точниг, Бригитте
Бригитте Точниг-Хаберзаттер (нем. Brigitte Totschnig-Habersatter; род. 30 августа 1954, Радштадт) — австрийская горнолыжница, специалистка по скоростному спуску. Выступала за сборную Австрии по горнолыжному спорту на всём протяжении 1970-х годов, серебряная призёрка зимних Олимпийских игр в Инсбруке, победительница восьми этапов Кубка мира, чемпионка австрийского национального первенства.

## Биография
Бригитте Точниг родилась 30 августа 1954 года в городе Радштадт. В возрасте шести лет переехала на постоянное жительство в коммуну Фильцмос, здесь начала серьёзно заниматься горнолыжным спортом, проходила подготовку в местном одноимённом спортивном клубе SC Filzmoos.
В 1971 году вошла в основной состав австрийской национальной сборной и дебютировала в Кубке мира, заняла девятое место в скоростном спуске на этапе во французском Валь-д’Изер. На последующих этапах ещё несколько раз попала в десятку сильнейших. Благодаря череде удачных выступлений в возрасте семнадцати лет удостоилась права защищать честь страны на зимних Олимпийских играх 1972 в Саппоро — стартовала в зачёте скоростного спуска, став лишь пятнадцатой.
В сезоне 1972/73 впервые попала в число призёров Кубка мира, выиграв бронзовую медаль в скоростном спуске на этапе в швейцарском Гриндельвальде.
По итогам сезона 1975/76 одержала победу в общем зачёте скоростного спуска, выиграла два этапа мирового кубка и на двух этапах взяла серебро. Находясь в числе лидеров горнолыжной команды Австрии, благополучно прошла отбор на домашние Олимпийские игры в Инсбруке — в программе слалома финишировать не смогла, в гигантском слаломе была шестнадцатой, тогда как в скоростном спуске на сей раз заняла второе место и завоевала тем самым серебряную олимпийскую медаль, пропустив вперёд только титулованную немку Рози Миттермайер. За это выдающееся достижение была признана лучшей спортсменкой Австрии.
После домашней инсбрукской Олимпиады Точниг осталась в основном составе австрийской национальной сборной и продолжила принимать участие в крупнейших международных соревнованиях. Так, в 1978 году она выиграла национальное первенство в комбинации и побывала на чемпионате мира в Гармиш-Партенкирхене, где финишировала седьмой в скоростном спуске и девятнадцатой в гигантском слаломе.
Впоследствии оставалась действующей профессиональной спортсменкой вплоть до 1979 года. В течение своей спортивной карьеры в общей сложности выиграла восемь этапов Кубка мира, 13 раз поднималась на подиум (наивысший результат сезона в общем зачёте — четвёртое место).
Завершив спортивную карьеру, занялась гостиничным бизнесом, построила и открыла отель в Фильцмосе.
В 1996 году награждена рыцарским крестом II степени почётного знака «За заслуги перед Австрийской Республикой».